# 和田あずさ (アイドル)
和田 あずさ（わだ あずさ、2003年8月8日 - ）は、日本のアイドル、グラビアアイドル。アイドルグループ「君の隣のラジかるん」および「疾走クレヨン」の元メンバー。

## 来歴
幼少時よりアイドルが好きになり、最初はAKB48。板野友美卒業後はきゃりーぱみゅぱみゅに代表される原宿系アイドルにはまる。小学6年生の時に、父親を誘い自分からスカウトされに原宿に赴き、目論見通りにスカウトされアイドルデビュー。
しかし小学生時代に加入したグループはすぐに解散。女優業メインの仕事となる。
2017年7月よりアイドルグループ「君の隣のラジかるん」（通称・君ラジ）のメンバーとして活動（結成当時は「らこあず」名義）。@JAMや「TOKYO IDOL FESTIVAL 2019」に出演、個人でも週刊プレイボーイ掲載など活動するも、2021年6月に解散。
2022年6月より「疾走クレヨン」のオリジナルメンバーとして活動開始。2024年3月29日、摂食障害の治療を最優先するため、活動休止。同年9月末をもって所属事務所を退所。以降はフリーランスとして活動を行う。
2025年6月より「NANIMONO」の追加メンバーとして活動開始。

## 人物
趣味・特技は茶道。将来の夢は、世界一の卵、お米、しょうゆを使って世界一の卵かけご飯を作って食べること、幸せな世界をつくることに貢献すること。
アイドルウェブマガジン「ガラスガール」では「内気で控えめなイメージだが、（ライブでは）特攻隊長」と評されている。

## 出演

### 映画
- カーテンコール（2019年、ミカタ・エンタテインメント）栞役
- あおいそら（2023年、徳島ニューノーマル映画祭2023で上映）

## 作品

### 写真集
- 和田あずさ写真集「透明な青色」（2021年6月26日、アイドルヴィレッジ、撮影：青山裕企）ISBN 978-4-909837-90-5